# Conselho Presidencial (Daomé)
Conselho Presidencial (em francês:  Conseil Présidentiel) foi um sistema de governo triunvirato da República do Daomé (atual Benim) que existiu entre 7 de maio de 1970 e 26 de outubro de 1972. O Conselho Presidencial era composto por Hubert Maga (presidente entre 1960-1963), Justin Ahomadégbé-Tomêtin (primeiro-ministro entre 1964-1965) e Sourou-Migan Apithy (presidente entre 1964-1965), todos membros iguais de um conselho que detinha todo o poder legislativo e executivo do Daomé.